# Sint-Martinuskerk ('t Veld)
De Sint-Martinuskerk is een rooms-katholieke kerk aan de Rijdersstraat 107 in het Nederlandse dorp 't Veld.
In 't Veld stond oorspronkelijke een kleine houten kerk, die rond 1730 werd gebouwd. Deze kerk voldeed aan het begin van de 19e al niet meer en men maakte plannen voor nieuwbouw. Pas in 1853 kon worden gestart met de bouw van de nieuwe kerk. De kosten waren begroot op fl.31.314,25, maar de parochie kreeg een subsidie van fl.21.300,- van het rijk. Het was een Waterstaatskerk, waarbij het ministerie van Waterstaat toezag op de bouw. De bouw was in 1854 voltooid en op 17 augustus van dat jaar werd de kerk geconsacreerd door bisschop F.J. van Vree.
Architect Theo Molkenboer, ontwierp een driebeukige pseudobasiliek in neoclassicistische stijl. Boven de ingang staat een halfingebouwde toren van ongeveer 35 meter hoog. Het schip wordt overdekt door een gestuct houten tongewelf, de zijbeuken hebben een vlak plafond. In de kerk staat een rijkelijk versierde houten preekstoel, die in 1866 door de Bossche architect en kunstenaar Stephen Louis Veneman werd gemaakt. Het hoogaltaar werd in 1927 gebouwd door J.P. Maas. Het kerkorgel werd in 1871 gebouwd door L. Ypma uit Alkmaar en werd in 1926 gewijzigd door de firma Vermeulen.
De kerk wordt tot op heden gebruikt door de parochie "Sint-Martinus".

## Bron
- Website kerk